# اعتلال عصبي حركي وحسي موروث
الاعتلال العصبي الحركي والحسي الموروث (بالإنجليزية: Hereditary motor and sensory neuropathies) هو الاسم الذي يعطى أحيانا لمجموعة من الاعتلالات العصبية الموروثة، والتي تتميز جميعها بتأثيرها على تواصل العصبونات الواردة والصادرة. تتميز هذه الاعتلالات بتطور عصبي غير نمطي وتلف الأنسجة العصبية. بشكل عام هناك شكلين شائعين من هذه النوعية من الاعتلالات، هما إما تضخم الأعصاب المزيل للميالين أو ضمور كامل للأنسجة العصبية. تتسبب الحالة الضخامية في حدوث تصلب عصبي وزوال الميالين من أعصاب الجهاز العصبي المحيطي، في المقابل يتسبب الضمور في انهيار محاور وأجسام الخلايا العصبية. يعاني المصابون بهذه الاضطرابات من ضمور عضلي تدريجي، يترافق مع اعتلال عصبي حسي للأطراف.
استخدام مصطلح «الاعتلال العصبي الحركي الحسي الموروث» في الماضي، للدلالة على الأشكال الأكثر شيوعا لمرض شاركو-ماري-توث (CMT). مع تحديد عدد كبير من الأشكال المميزة جينيا وظاهريا لمرض شاركو-ماري-توث، يستخدم المصطلح حاليا بشكل أقل تكرارا.

## الأعراض
تبدأ أعراض اضطرابات الاعتلال العصبي عادة خلال مرحلتي الطفولة أو البلوغ. خلال ذلك، يبدو أن الأعراض الحركية تكون هي الأكثر انتشارا مقارنة بالأعراض الحسية. تشمل أعراض هذه الاضطرابات: الشعور بالتعب، والألم، ونقص الرؤية والسمع، وانعدام الاتزان، ونقص الإحساس، وانعدام ردود الفعل، الناجمة عن ضمور العضلات. كما يمكن للمرضى أن يعانوا أيضا من قدم عالية التقوس، وأصابع المطرقة، وتدلي القدم، وتشوهات القدم والجنف. تحصل هذه الأعراض في الغالب كنتيجة للضعف العضلي الشديد والضمور. يعاني المرضى المصابون باعتلال الأعصاب المزيل للميالين من تباطؤ سرعة التوصيل العصبي.

## الأسباب
تنتقل جميع الاعتلالات العصبية الحركية والحسية الوراثية بالوراثة. حيث تظهر أساسا نتيجة لحدوث طفرات جينية في الكروموسومات 17 و 1. يمكن أن يكون المرض الموروث جسديا سائدا، أو جسديا متنحيا، أو حتى مرتبط بالكروموسوم إكس.

## التشخيص
يتم تشخيص المرضى الذين يعانون من الاعتلال العصبي الحركي والحسي الموروث من خلال إخضاعهم لتقييم بدني بهدف البحث عن أعراض مميزة للاضطرابات، على غرار ضمور العضلات والوهن والاستجابات الحسية. بالإضافة إلى ذلك، يمكن لاختبارات أخرى، من قبيل اختبار تخطيط كهربية العضل واختبارات توصيل الأعصاب
الحركية، مساعدة الأطباء في تحديد نوع الاعتلال العصبي الجذري الحركي والحسي ومدى شدة شدته. لتأكيد تشخيص الإصابة نهائية يجب اللجوء إلى الاختبارات الجينية.

## التصنيف
وصف مرض مرض شاركو-ماري-توث لأول مرة بحلول سنة 1886 على يد كل من جان مارتن شاركو وبيير ماري، وبشكل مستقل من قبل هوارد هنري توث. بوصول سنوات الخمسينيات، حدث تصنيف آخر وفصل المرضى إلى مجموعتين متميزة. تميزت المجموعة الأولى بسرعات توصيل بطيئة بين الأعصاب بالإضافة إلى اعتلال عصبي مزيل للميالين. في حين تميزت المجموعة الثانية بسرعات توصيل  عادية بين الأعصاب في غالب الأحيان بالإضافة إلى انحلال المحاور العصبية. في سنة 1968، تم تصنيف الاعتلال العصبي الحركي والحسي الموروث (HMSN) مرة أخرى إلى سبع مجموعات.
| النوع         | أسماء أخرى                                                            | قاعدة بيانات الأمراض | الوراثة المندلية البشرية عبر الإنترنت | |
| ------------- | --------------------------------------------------------------------- | -------------------- | ------------------------------------- | --- |
| الHMSN الأول  | مرض شاركو-ماري-توث من النوع 1 إي و1 بي                                | 5815                 | (متعدد)                               | النوع الضخامي المزيل للميالين: وهو النوع الأكثر شيوعا من مرض شاركو-ماري-توث. حي يعاني الأفراد المصابون به من ضعف وضمور في الساقين خلال سن المراهقة، وسرعان ما يصابون في وقت لاحق بضعف في اليدين. |
| الHMSN الثاني | مرض شاركو-ماري-توث من النوع 2                                         | 2343                 | (متعدد)                               | النوع العصبي: يتميز بأعراض مشابهة للنوع 1، تبدأ بالظهور خلال مرحلة المراهقة. |
| الHMSN الثالث | داء ديجيرين-سوتاس (مرض شاركو-ماري-توث من النوع 3)                     | 5821                 | 145900                                | تبدأ أعراضه خلال مرحلة الطفولة ويتسبب في تأخير المهارات الحركية، وهو نوع من مرض شاركو-ماري-توث أكثر حدة من سابقيه (النوع 1 و 2).                                                                 |
| الHMSN الرابع | داء ريفسام                                                            | 11213                | 266500                                | النوع الفقري: هو مرض عصبي وراثي متنحي، يتميز بضعف العضلات وضمورها كما هو الحال في أنواع أخرى من مرض شاركو-ماري-توث.                                                                              |
| الHMSN الخامس | مرض شاركو-ماري-توث ذي التطور الهرمي                                   | —                    | 600361                                | النوع الهرمي: تبدأ أعراضه في سن يتراوح ما بين 5 و12 سنة. تتأثر السيقان السفلية أولا بضعف عضلاتها وضمورها تليها في ذلك الأطراف العليا. النوع الخامس مرتبط أيضا بفقدان السمع والبصر.               |
| الHMSN السادس | مرض شاركو-ماري-توث من النوع 6                                         | 32095                | 601152                                | تبدأ أعراضه على شكل ضعف عضلي وضمور يليه ضمور العصب البصري الشئ الذي يؤدي في النهاية إلى فقدان البصر وربما العمى.                                                                                 |
| الHMSN السابع | الاعتلال العصبي الحركي والحسي الموروث المصحوب بالتهاب الشبكية الصباغي | 32094                | —                                     | يتميز بظهور متأخر، مع أعراض تتراوح ما بين ضعف وضمور العضلات بشكل أساسي على مستوى الأطراف السفلية.                                                                                                |

## العلاج
لا يوجد حاليا أي علاج دوائي معروف للاعتلال العصبي الحركي والحسي الموروث. ومع ذلك، فإن غالبية الأشخاص الذين يعانون من هذه الأمراض قادرون على المشي وتحقيق الاستقلال الذاتي. تتضمن بعض طرق العلاج الخاصة بالمرض العلاج الطبيعي وأحيانا اللجوء إلى تدخل جراحي على مستوى العظام. بما أن اضطرابات القدم هي شائعة عند المصابين باضطرابات الاعتلال العصبي، يجب اتخاذ احتياطات مسبقة لتقوية العضلات عن طريق الخضوع لحصص العلاج الطبيعي والفيزيائي لمنع أوإبطاء ظهور التشوهات.